# Ryan LaFlare
Ryan James LaFlare, född 1 oktober 1983 i Lindenhurst i delstaten New York, är en amerikansk MMA-utövare som sedan 2013 tävlar i organisationen Ultimate Fighting Championship.